# 有向点族
有向点族（ゆうこうてんぞく、directed family of points）とは、点列を一般化した概念で、ムーア (Eliakim Hastings Moore) とスミス (H. L. Smith) により1922年に定義された。有向点族はネット (net)、有向点列、 Moore-Smith 列などとも呼ばれる。
点列との違いは添え字にあり、点列が自然数という可算な全順序集合の元で添え字付けられるのに対し、有向点族はより一般的な順序集合である（可算または非可算な）有向集合の元で添え字付けられている。
有向点族の概念の利点として以下の２つがある：
- 点列にある「可算性」、「全順序性」という束縛がなくなる。点列の場合はこうした束縛ゆえに定理を証明する際に空間に可算性に関する何らかの仮定（第一可算公理など）を課さねばならなくなる事があるのに対し、有向点族ではそのような条件なしに同様の定理が証明できる場合がある。
- 複数の収束概念を統一的に扱う事ができる。例えば点列の収束、実数値関数の収束、リーマン積分におけるリーマン和等は有向点族の収束概念の特殊ケースとみなせる。

特に重要なのは、開集合、閉包、連続性などの位相構造に関する概念を有向点族の収束性で特徴づけられる事である。それに対し点列の場合はその添え字の可算性ゆえ、同様の特徴づけを行うには空間の方にも可算性に関する条件が必要となる（詳細は列型空間を参照）。
なお、添え字集合を有向集合にした事は、位相空間上の各点の近傍系が有向集合である（詳細後述）事と相性がよく、これも点列概念の不十分さを解消する上で一役買っている。
点列の極限で位相構造を特徴づけられない例としては、整列順序集合[0,ω1]に順序から定まる位相を入れた空間がある。ここで ω1は最小の非可算順序数である。実際この集合においてω1は明らかに[0,ω1)の閉包に属しているにもかかわらず、[0,ω1)内のいかなる点列もω1に収束しない。なぜなら ω1の非可算性と「可算集合の可算和はまた可算集合になる」という事実により、 [0,ω1)内の任意の点列に対し、点列に属する点のいずれよりも大きい順序数α<ω1が存在するので、 ω1の開近傍(α,ω1]には点列の点が存在しえないからである。
点列概念から可算性を取り除くもう一つの方法として、1937年にアンリ・カルタンによって生み出されたフィルターの概念が知られているが、実はフィルターの概念は収束という観点から見た場合には有向点族の概念と実質的に同値である事が知られている。

## 定義

### 有向集合
有向点族を定義する為、まず有向集合を定義する。詳細は有向集合の項目を参照。

### 有向点族とその極限
有向点族とその収束の定義は点列とその収束性の定義を自然に有向集合の場合に拡張する事で得られる。

以下、a≥b を b≤aの単なる言い換えとして使用する（つまり上界は引き続き「＜」記号の見た目が開いている側で定義されているものとする）。

(xλ)λ∈Λがa に収束している事を
{\displaystyle \mathrm {lim} ~x_{\lambda }=a\,}
と表す。

#### 例
有向点族の例として以下のものがある。特に３番目の開近傍系の例は有向点族の概念の根幹に関わる重要な例であり、後述する位相構造の特徴づけでも本質的な役割を果たす。
- (点列) 自然数の全体に通常の大小関係で順序を入れたものは有向集合であるので、任意の点列は有向点族である。定義より明らかなように点列(xn)の点列としての収束性と有向点族としての収束性は一致する。
- (実数値関数の極限) 同様に実変数関数の極限limx→∞ f(x)も、有向点族{\displaystyle (f(x))_{x\in \mathbb {R} }}の極限ととらえる事ができる。
- (開近傍系) 位相空間上の点 a を固定し、a の各近傍U からxUを任意に選ぶと、{\displaystyle (x_{U})_{U\in {\mathcal {N}}_{a}}}は有向点族となる。ここで{\displaystyle {\mathcal {N}}_{a}} はa の近傍系である。実際{\displaystyle {\mathcal {N}}_{a}}上の向きをU ≥ V ⇔ U ⊂ V により定めると{\displaystyle {\mathcal {N}}_{a}}が有向集合になる事を簡単に確かめる事ができる。なおこの例において、順序関係「≥」に関して大きなU を取ればとるほどxUはa の小さな近傍に属している事になる事からもわかるようにxU はa に収束する。
- (リーマン和) リーマン積分の定義におけるリーマン和も有向点列の極限とみなせる。この例において考える有向集合は、積分区間の全ての分割が成す集合に包含関係が定める順序で向きを入れたものである。リーマン＝スティルチェス積分においても同様のことを考えることができる。

### 部分有向点族
部分有向点族の概念は点列の部分列の概念の自然な一般化になっており、実際点列(x n)nの部分列{\displaystyle (x_{n_{k}})_{k}}を考えた場合、添字集合間の写像{\displaystyle k\mapsto n_{k}}は上の２条件を満たす。
しかし部分有向点族の定義は１つだけ点列の部分列の定義とは大きく異なる所があり、点列の部分列の場合は{\displaystyle k\mapsto n_{k}}は必ず単射になるのに対し、部分有向点族の定義はh が単射である事を要求しない。これはもしh に単射性を要求すると病的な例（Tychonoff plank）のせいでいくつかの当然と思われる定理が成り立たなくなってしまうからである。（なお、h が単射である場合の部分有向点族を特に共終部分有向点族と呼ぶ。）
こうした差異が原因で、点列(x n)nを有向点族とみなした場合の部分有向点族は点列になっていない場合もあり得る。実際、(x h(γ))γ∈Γを(x n)nの部分有向点族とすると、h が単射でない事から同じx nが部分有向点族に複数回（場合によっては非可算無限回）登場するかもしれないし、Γも全順序ではないかもしれない。

### その他の定義
- φ は有向集合 D で添字付けられる X 内の有向点族とし、A を X の部分集合とする。ここで、D の各元 α に対して、D の元 β で、β ≥ α で φ(β) が A に含まれるものが存在するならば、有向点族 φ は A に無限に含まれる (frequently in) という。

## 諸概念との関係

### 有向点族による位相構造の特徴づけ
概要でも記したように、有向点族の概念を用いる事で位相構造を特徴づける事ができる。ここでは閉包の特徴づけのみを説明するが、他の位相に関する概念、例えば閉集合、開集合、内点、外点、境界点も有向点族で特徴づけが可能である。

一方、点列の概念を用いた場合は閉集合と開集合を点列で特徴づけられるには空間が可算性に関する条件を満たす必要があるし、閉包が点列で特徴づけられるにはさらに厳しい条件が必要となる。（詳細は列型空間を参照）。

上の定理は以下のように非常に簡単に示せる。
まずよく知られているように{\displaystyle a\in {\bar {A}}}である事は以下と同値である：
a の任意の近傍U に対し、{\displaystyle U\cap A\neq \emptyset } ...(2)
これはU ∩ A に少なくとも一つ元が存在する事を意味するので、そのような元をx U とすると {\displaystyle x_{U}\in U\cap A\subset A}である事から{\displaystyle (x_{U})_{U\in {\mathcal {N}}_{a}}} はA 上にある。しかも前節で述べたように {\displaystyle (x_{U})_{U\in {\mathcal {N}}_{a}}}は有向点族でありしかもa に収束する。よって十分性が言えた。
逆にa に収束するA 上の有向点族(xλ)λ∈Λがあったとすれば、収束性の定義からa の任意の近傍U 内に有向点族の点xλが存在する。しかも仮定からxλ ∈ A でもあったので、これは(2)が成立する事を意味し、したがって{\displaystyle a\in {\bar {A}}}である。こうして必要性も言えた。

### 有向点族による連続性の特徴づけ
連続性の概念も有向点族の概念を用いて以下のように特徴づける事ができる：

### ハウスドルフ性とコンパクト性の特徴づけ
有向点族の概念を用いると、位相空間上の以下の性質も特徴づける事が出来る：

なお、後者の事実の結論部分は点列コンパクトの概念における点列を有向点族に置き換えたものである。
しかし点列の場合はXに適切な仮定(例えば距離空間など)を置かない限り、必要条件でも十分条件でもない。

### コーシー列との関係
距離空間あるいは一様空間においては、コーシー列とほぼ同様にしてコーシーネットを定義ことができる。この概念はコーシー空間にまで一般化することができる。

## 普遍有向点族
有向点族に関する諸概念は基本的に点列に関する概念を焼きなおしたものであるが、以下で述べる普遍性の概念は、有向点族に固有のものである。

普遍性の概念は点列ではなく有向点族の概念に基づいている事が重要であり、普遍性を満たす点列は自明なもの（＝有限個を除いて常に同じ点を指す点列）のみである事が知られている。
任意の有向点族は普遍な部分有向点族を必ず持つ事が知られている：

上記の定理の証明にはフィルターの概念を用いる為、証明は後の章に譲る。
なお上記の定理は部分有向点族の定義でh が単射でないものを許容した事を本質的に利用しており、もしh として単射なもののみを許す事にすると上記の定理は成り立たない。反例として、(xλ)λ∈Λが点列である場合を考える。この場合、部分有向点族(x h(γ))γ∈Γ自身が部分列として必然的に点列になるが、この場合部分列(x h(γ))γ∈Γが普遍になるのは、それ自身が（前述の意味で）自明な点列である場合に限られる。しかしその場合のh は単射でない。h を単射に限定すると、部分列は決して自明な点列にはならない（すなわち普遍な部分有向点族にならない）。
以下の定理は定義から明らかである：

以上２つの定理から、有向点族は必ず普遍有向点族を部分有向点族として、その普遍有向点族のさらに部分有向点族を取るとまた普遍有向点族になる。

### コンパクト性への応用
普遍有向点族の概念を用いると、コンパクト性はさらに簡単に特徴づける事ができる：

なお、上述したコンパクト性の普遍有向点列による特徴づけを用いると、チコノフの定理（＝コンパクト空間の直積はコンパクト）がほぼ自明に従う。証明は以下のとおりである。まず複数の位相空間の直積
{\displaystyle Y=\prod _{\alpha }X_{\alpha }}
上の有向点族がY の点y に収束する必要十分条件は明らかに有向点族の各Xαへの射影がy のXαへの射影へ収束する事である。
よって
全てのXαがコンパクト⇒任意のαに対し、Xα上の普遍有向点族は収束する⇒直積Y 上の普遍有向点族は収束する⇒Y はコンパクト。
すなわちチコノフの定理が言えた。

## フィルターとの関係
有向点族が定義されたもともとの動機は「点列に関わる諸定理から可算性に関する条件を外す」というものであったが、同じ動機からフィルターという概念も生まれている。有向点族の概念とフィルターの概念は異なる研究者により同時期に独立に提案されたものであるが、実は収束性という観点から見たときには両者は実質的に差異がないものだという事実が知られている。
（以下、この節の記述はフィルターの基本的な知識を要求する。フィルターの項目も参照）。
以下の２つの定理はこの事実を定式化したものである。最初の定理は有向点族の収束はフィルターの収束によって捉えられる事を示している：
上の定理におけるＩは以下のように定義できる：
{\displaystyle I((x_{\lambda })_{\lambda \in \Lambda })=\{\{x_{\mu }\mid \mu \geq \lambda \}\mid \lambda \in \Lambda \}}
Ｉ((xλ)λ∈Λ)がフィルター基の定義を満たす事は簡単に示す事ができる。

次の定理は逆にフィルターの収束は有向点族の収束によって捉えられる事を示している：
ただしＩとＪは逆関数の関係にあるわけではなく、{\displaystyle I(J({\mathcal {B}}))={\mathcal {B}}}は常に成り立つがＪ（Ｉ（(xλ)λ∈Λ））＝(xλ)λ∈Λとは限らない。

Ｊの定義は若干複雑である。
まずフィルター基{\displaystyle {\mathcal {B}}}に対し、集合{\displaystyle \Lambda _{\mathcal {B}}}を
{\displaystyle \Lambda _{\mathcal {B}}=\{(A,x)\mid A\in {\mathcal {B}},~x\in A\}}
により定義し、{\displaystyle \Lambda _{\mathcal {B}}}に順序関係
{\displaystyle (A,x)\geq (B,y)\Leftrightarrow A\subset B}
を入れると、{\displaystyle \Lambda _{\mathcal {B}}}は有向集合とみなせる。
そこで
{\displaystyle (A,x)\in \Lambda _{\mathcal {B}}\mapsto x\in X}
を考えると、これは{\displaystyle \Lambda _{\mathcal {B}}}を添字集合とする有向点族とみなせるので、この有向点族を{\displaystyle J({\mathcal {B}})}とする。

### 普遍部分有向点族の存在性定理の証明の概略
この定理の証明では上で作った関数ＩとＪ（を少し改変したもの）を用いる。
(xλ)λ∈Λを位相空間X 上の任意の有向点族とし、
{\displaystyle {\mathcal {B}}=I((x_{\lambda })_{\lambda \in \Lambda })}
とし、{\displaystyle {\mathcal {M}}}を{\displaystyle {\mathcal {B}}}より細かい極大フィルターとする。（このような{\displaystyle {\mathcal {M}}}の存在性はツォルンの補題より容易に示せる。）
さらに添え字集合Γを
{\displaystyle \Gamma =\{(A,\lambda )\in {\mathcal {M}}\times \Lambda \mid x_{\lambda }\in A\}}
により定義し包含関係の逆順序とΛの順序の直積順序を入れ、h を
{\displaystyle \gamma =(A,\lambda )\in \Gamma \mapsto \lambda \in \Lambda }
により定義すると有向点族(xh(γ))γ∈Γが(xλ)λ∈Λの部分有向点族となる事が簡単に確かめられる。しかも{\displaystyle {\mathcal {M}}}の極大性からこの有向点族の普遍性が従う。　